# N20 (Togo)
Die N20 ist eine Fernstraße in Togo, die in Niamtougou an der Ausfahrt der N1 beginnt und in Kétao an der Zufahrt zur N16 endet. Die Strecke wird über Djorergou geführt. Ein Teilstück der N20 verläuft über die N18a. Sie ist 45,5 Kilometer lang.